# Heinrich Jochums
Heinrich Jochums (* 1904 in Neukirchen; † 1986) war ein deutscher evangelischer Pfarrer, Gründer der Konferenz Bibeltreuer Ausbildungsstätten, bekanntes Mitglied des Bibelbundes, Direktor der Evangelischen Gesellschaft für Deutschland und Autor evangelikaler Bücher und Schriften.

## Leben und Wirken
Jochums studierte nach Erlangung der Hochschulreife Evangelische Theologie und Philosophie in  Bonn, Münster, Tübingen, Erlangen und Edinburgh. Danach wurde er in das Vikariat seiner Kirche übernommen. Nach Ablegung des Zweiten theologischen Examens wurde er zum Pfarrer ordiniert. 1931 bis 1934 war er Pfarrer in Delling, 1934 bis 1956 Pfarrer in Eiserfeld (Sieg). Früh wurde ihm – besonders angesichts der fortschreitend christentumsfeindlichen NS-Ideologie – die Bedeutung von Heiliger Schrift und Bekenntnis als den Grundlagen für den Fortbestand der Kirche deutlich. Er schloss sich der Bekennenden Kirche an.
Nach der Befreiung vom Nationalsozialismus ging er zusammen mit anderen daran, in seinen Gemeinden und im Umfeld bibeltreuer Christen Menschen für seine Ideen zu gewinnen mit dem Ziel, ganz Deutschland  zu evangelisieren. Im Jahre 1960 wurde die „Wuppertaler Bibelmission“ gegründet, deren Ziel in einer weiten Verbreitung der Bibel besteht. 1962 entstand die „Zeltmission“, um auch ohne die Hilfe intakter Kirchengebäude Menschen in größeren Städten erreichen zu können. Diese und weitere biblisch orientierte Gemeinschaften und Verbände, wie die "Neukirchener Mission" vereinigten sich unter dem Dach der „Evangelischen Gesellschaft für Deutschland“, mit deren Wirken sich Jochums besonders identifizierte und deren Vorsitz er viele Jahre innehatte.
Es zeigte sich aber bald, dass in den protestantischen Kirchen Deutschlands und auch in den Kreisen der Bekennenden Kirche ganz unterschiedliche Konsequenzen aus dem Kirchenkampf gezogen wurden. Während Jochums und seine Mitstreiter in der Rückbesinnung auf den überlieferten Wortlaut der Schrift den Ansatzpunkt für eine Erneuerung sahen, erblickten andere Kreise, insbesondere die an Karl Barth und Rudolf Bultmann orientierten jungen theologischen Akademiker in einer Neuinterpretation der biblischen Schriften die Grundlage für eine Neuaneignung des Evangeliums. Aus diesem Dissens entwickelte sich eine deutliche und scharfe bis unversöhnliche Gegnerschaft. Jochums griff in seinen Büchern die von ihm als Irrlehrer benannten Theologen an, die eine existenziale und auch eine sozialorientierte und gesellschaftskritische Auslegung der Bibeltexte forcierten. Dieser Streit – inzwischen in vielfältige Facetten verzweigt – dauert bis in die Gegenwart an. Weil er in den Kirchen insgesamt keine Hinwendung zu seiner Auffassung von Glaubenstreue sah, riet Jochums 1973:

„Wir sollten gegebenenfalls auch bereit sein, sogenannte Amtshandlungen selbst zu vollziehen.“

Inzwischen ist der Differenzierungsprozess innerhalb der evangelischen Kirchen und Gemeinschaften schon viel weiter fortgeschritten, und Gemeinden und Kreise seiner Denkungsart haben sich bereits eigene Organisationsstrukturen jenseits der verfassten Kirchen geschaffen. Eigene Bibelschulen wurden gegründet und eigener theologischer Nachwuchs gefördert.
Heinrich Jochums war Teilnehmer der I. Allchristlichen Friedensversammlung der Christlichen Friedenskonferenz, die 1961 in Prag stattfand.

## Ehrungen
- Verleihung der Ehrendoktorwürde

## Werke
- Die Bibel ist Gottes Wort, Wuppertal: Verlag für Reformatorische Erneuerung, 2000,
- Die grosse Enttäuschung - Karl Barth und die Theologien, Philosophien, Anthropologien der Gegenwart, sonderlich im deutschen Sprachraum, Wuppertal: Verlag und Schriftenmission der Evangelischen Gesellschaft für Deutschland, 1987,
- Was haben wir an Jesus? Wuppertal-Elberfeld: Verlag und Schriftenmission der Evangelischen Gesellschaft für Deutschland, 1974
- Das Ende des Protestantismus? Wuppertal-Elberfeld: Verlag und Schriftenmission der Evangelischen Gesellschaft für Deutschland, 1973
- Zeugnisse aus {125 [hundertfünfundzwanzig] Jahre[n] Evangelische Gesellschaft für Deutschland, Wuppertal-Elberfeld: Verlag und Schriftenmission d. Evang. Ges. f. Deutschland, 1973
- Von dem Herrn gerufen, Wuppertal-Elberfeld: Verlag und Schriftenmission der Evangelischen Gesellschaft für Deutschland, 1971
- Kein anderer Jesus, Wuppertal-Elberfeld: Verlag und Schriftenmission der Evangelischen Gesellschaft für Deutschland, 1970
- Im Kampf wider die Irrlehrer, Wuppertal-Elberfeld: Verlag und Schriftenmission der Evangelischen Gesellschaft für Deutschland, 1968
- Kein anderes Evangelium, Wuppertal-Elberfeld: Verlag und Schriftenmission der Evangelischen Gesellschaft für Deutschland, 1967
- Gemeinde Jesu, Allianz, Oekumene, Wuppertal-Elberfeld: Verlag und Schriftenmission der Evangelischen Gesellschaft für Deutschland, 1966
- Der feste Grund, Wuppertal-Elberfeld: Verlag und Schriftenmission der Evangelischen Gesellschaft für Deutschland, 1966
- Prüfet die Geister, Geyser, Paul. - Wuppertal-Elberfeld: Verlag und Schriftenmission der Evangelischen Gesellschaft für Deutschland, 1964
- Bekenntnis, Wuppertal-Elberfeld: Verlag und Schriftenmission d. Evang. Gesellschaft für Deutschland, 1964 und 1965
- Die Taufe, Wuppertal-Elberfeld: Verlag und Schriftenmission der Evangelischen Gesellschaft für Deutschland, 1962
- Aus dem Leben eines Gotteskindes, Wuppertal-Elberfeld: Verlag und Schriftenmission der Evangelischen Gesellschaft für Deutschland, 1962
- Heilsgewissheit - Kann ich wissen, dass ich in den Himmel komme?, Wuppertal-Elberfeld: Verlag und Schriftenmission der Evangelischen Gesellschaft für Deutschland, 1962 und 1973
- Angriff auf die Kirche, Wuppertal-Elberfeld: Verlag und Schriftenmission der Evangelischen Gesellschaft für Deutschland, 1960, 1961 und 1968
- Das Abendmahl, Wuppertal-Elberfeld: Verlag und Schriftenmission der Evangelischen Gesellschaft für Deutschland, 1960 und 1968; VOB Union Verlag, Berlin 1961
- Unser Auftrag heute, Wuppertal-Elberfeld: Verlag und Schriftenmission der Evangelischen Gesellschaft für Deutschland, 1959 und 1960
- Vom Abendmahl Jesu Christi, Kreuztal (Westfalen): Buchdienst-Verlag, 1949
- Die Botschaft des Hebräerbriefes in Predigten, Wuppertal: Verlag und Schriftenmission der Evangelischen Gesellschaft für Deutschland

### Als Herausgeber
- Der feste Grund, Zeitschrift
- Aktuelle Fragen, Schriftenreihe mit 21 Bänden